# Rhodostrophia pollenaria
Rhodostrophia pollenaria är en fjärilsart som beskrevs av Freyer 1854. Rhodostrophia pollenaria ingår i släktet Rhodostrophia och familjen mätare. Inga underarter finns listade.